# 利斯峰
46°30′27.5″N 7°0′10.6″E / 46.507639°N 7.002944°E

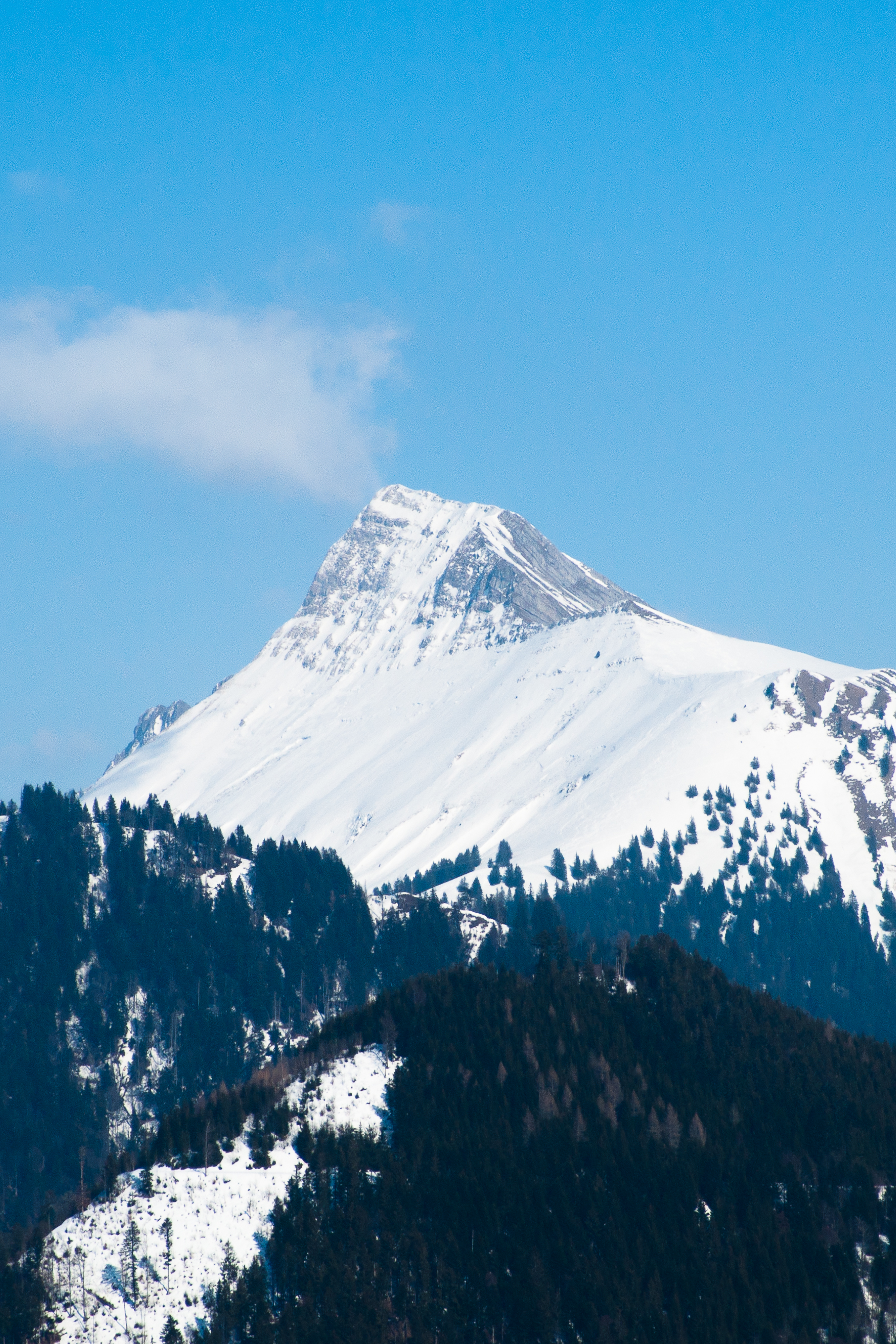

利斯峰（Dent de Lys），是瑞士的山峰，位於該國西部，由弗里堡州負責管轄，屬於伯爾尼山的一部分，該山峰海拔高度2,014米，每年平均降雨量1,395毫米。